# Ms. Kelly
Ms. Kelly – drugi, studyjny, solowy album amerykańskiej wokalistki R&B Kelly Rowland, który został wydany przez wytwórnię Columbia Records (Sony Music) dnia 22 czerwca 2007 w Europie, 25 czerwca 2007 w Wielkiej Brytanii oraz 3 lipca 2007 w Nowej Zelandii i Stanach Zjednoczonych.

## Historia

### Produkcja i tytuł
Rowland nad swoim drugim, solowym albumem pracowała od roku 2004. Oryginalnie tytuł miał brzmieć My Story, a pierwsza wersja albumu, która była produkowana przez: Big Tank, Soulshock & Karlin, Patrick „J. Que” Smith, Rich Harrison, Rodney Jerkins; napisana przez Robin Thicke i Solange Knowles oraz wydana z udziałem raperek Remy Ma i Shawnna, światło dzienne miał ujrzeć dnia 13 czerwca 2006. Chociaż już dnia 6 maja 2006 odbyła się światowa premiera głównego singla z krążka „Gotsta Go” wyprodukowanego przez CKB, to na uroczystości 2006 MTV Asia Awards w Bangkoku, Kelly razem z menadżerami i wytwórnią Columbia Records zdecydowali się przełożyć datę wydania albumu, wycofać singla „Gotsta Go” i całkowicie zmienić listę utworów płyty.
Kelly wyznała w wywiadzie dla Vh1, że głównymi inspiracjami do nagrania nowej wersji albumu były wokalistki Beyonce, Brandy i Whitney Houston. Rowland całkowicie zmieniła tytuł nowej wersji albumu na Ms. Kelly, a nowymi producentami byli Mysto & Pizzi, Sean Garrett, Scott Storch i Polow Da Don. Ten ostatni zaproponował, aby jako pierwszy singel z krążka został wydany kawałek „Like This” nagrany w duecie z Eve.

### Pozycje na listach sprzedaży
Album Ms. Kelly zadebiutował na miejscu #2 amerykańskiej listy sprzedaży Billboard Top R&B/Hip-Hop Albums, a na miejscu #6 oficjalnej Billboard 200. Po tygodniu od premiery krążka, sprzedał się on w 83,746 egzemplarzach, stając się pierwszym, solowym albumem Kelly, który zajął pozycję w pierwszej dziesiątce listy sprzedaży w Stanach Zjednoczonych. Poza granicami USA album nie odniósł większego sukcesu, zajmując pozycję #37 na brytyjskiej liście sprzedaży. Jedynie w Japonii album zajął miejsce #10 na tamtejszej liście sprzedaży.

## Lista utworów
| #   | Tytuł                       | Autorzy                                                                                    |      |
| --- | --------------------------- | ------------------------------------------------------------------------------------------ | ---- |
| 1.  | "Like This" (feat. Eve)     | Kelly Rowland, Sean Garrett, Jamal Jones, Elvis Williams, Jason Perry, Eve Jeffers         | 3:35 |
| 2.  | "Comeback"                  | Rowland, Scott Storch, Jason Boyd, Lyndrea Price                                           | 3:26 |
| 3.  | "Ghetto” (feat. Snoop Dogg) | Rowland, Durrell Babbs, J. "Lonny" Bereal, Calvin Broadus                                  | 2:55 |
| 4.  | "Work”                      | Rowland, Storch, Boyd                                                                      | 3:28 |
| 5.  | "Flashback"                 | Rowland, Charles Bereal, Kenneth Bereal, J. Bereal, Huy Nguyen, Britney Jackson            | 4:21 |
| 6.  | "Every Thought Is You"      | Rowland, Dana Stinson, Loren Dawson, J. Bereal, Billy Mann, Huy Nguyen, Shalondra Buckines | 3:56 |
| 7.  | "The Show" (feat. Tank)     | Rowland, Babbs, J. Bereal                                                                  | 3:36 |
| 8.  | "Interlude"                 | Rowland, Carsten Schack, Kenneth Karlin, J. Bereal, Billy Mann, Price                      | 1:00 |
| 9.  | "Still in Love With My Ex"  | Rowland, Schack, Karlin, J. Bereal, Mann, Price                                            | 3:38 |
| 10. | "Love"                      | Slav Vynnytsky, Marc Joseph, Solange Knowles                                               | 3:51 |
| 11. | "Better Without You"        | C. Bereal, K. Bereal, J. Bereal, Charmelle Colfi                                           | 3:57 |
| 12. | "This is Love"              | Mann                                                                                       | 4:46 |

### Utwory bonusowe
| #  | Tytuł                                                                              | Autorzy                                                             |      |
| -- | ---------------------------------------------------------------------------------- | ------------------------------------------------------------------- | ---- |
| 1. | "Gotsta Go (Part I)" (feat. Da Brat) (Europejski utwór bonusowy)                   | Rowland, C. Bereal, K. Bereal, J. Bereal, Angela Beyince, S. Harris | 3:48 |
| 2. | "Like This" (Azza’s Nu Soul Remix) " (iTunes Bonus Track)                          |                                                                     | 3:54 |
| 3. | "H’Bibi I Love You" (feat. Amine) (Francuski utwór bonusowy)                       |                                                                     | 4:08 |
| 4. | "Dilemma" (feat. Nelly) (Japoński utwór bonuswoy)                                  |                                                                     | 4:49 |
| 4. | "Like This" (feat. Sean P. & Eve) (Special Premium Edition bonus digital download) |                                                                     | 4:13 |

### Ms. Kelly: Diva Deluxe
1. „Daylight” (featuring Travis McCoy of Gym Class Heroes) – (Bobby Womack, Harold Payne) – 3:30
2. „Broken” – (K. Rowland, Tor Erik Hermansen, Mikkel S. Eriksen, Tariano Jackson, J. Bereal, Hugh Atkins) – 3:24
3. „Comeback” (Karmatronics Club Mix) – 6:20
4. „Like This” (Redline Remix) – 2:50
5. „Love Again” – (J. Bereal, R. Battle, C. Cofield, C. Bereal, C. Jones) – 3:50
6. „Unity (Stay with Me)” – (Jordan Thorsteinson, Troy Samson, Mike James) – 3:51
7. „No Man No Cry” – (Mark Feist, Damon Sharpe, Lauryn Evans) – 3:28

### Ms. Kelly Deluxe
1. „Work” (Freemasons Radio Edit) – 3:13
2. „Daylight (featuring Travis McCoy of Gym Class Heroes) – 3:30
3. „Like This” (featuring Eve) – 3:35
4. „Love” – 3:51
5. „This Is Love” – 4:50
6. „Broken” – 3:24
7. „Better Without You” – 3:58
8. „Every Thought Is You” – 3:56
9. „Love Again” – 3:51
10. „Unity (Stay with Me)” – 3:50
11. „No Man No Cry” – 3:28
12. „Daylight” (Joey Negro Club Mix) – 7:06
13. „Comeback” (Kamatronics Remix) – 6:20[15]

#### Australian iTunes Edition
1. „Comeback” (music video) – 2:56
2. „Ghetto” (music video) – 3:01

#### UK iTunes Edition
1. ”Like This” (Karmatronics Radio Remix) – 3:22
2. „Daylight” (Dan McKie Nightlight Dub Remix) – 5:43

## Single
| Data wydania     | Singel                      | Pozycje na listach | Pozycje na listach | Pozycje na listach | Pozycje na listach | Pozycje na listach | Pozycje na listach | Pozycje na listach | Pozycje na listach |
| Data wydania     | Singel                      | UWC                | US Hot 100         | US R&B 100         | UK                 | AUS                | SWI                | FRA                | EUR                |
| ---------------- | --------------------------- | ------------------ | ------------------ | ------------------ | ------------------ | ------------------ | ------------------ | ------------------ | ------------------ |
| 11 czerwca 2007  | „Like This” (feat. Eve)     | 31                 | 30                 | 7                  | 4                  | 13                 | 77                 | –                  | 16                 |
| 7 sierpnia 2007  | „Ghetto” (feat. Snoop Dogg) | –                  | –                  | 109                | –                  | –                  | –                  | –                  | –                  |
| 28 stycznia 2008 | „Work”                      | –                  | –                  | –                  | 4                  | 6                  | 12                 | 4                  | 5                  |
| 5 maja 2008      | „Daylight”                  | –                  | –                  | –                  | 14                 | –                  | –                  | –                  | 32                 |

## Listy sprzedaży i certyfikaty
| Lista sprzedaży (2007)     | Sprzedaż                           | Najwyższa pozycja | Certyfikat |
| -------------------------- | ---------------------------------- | ----------------- | ---------- |
| Australia Albums Chart     | ARIA                               | 86                |            |
| Kanada Albums Chart        | CRIA/Nielsen SoundScan             | 64                |            |
| Holandia Albums Chart      | MegaCharts                         | 61                |            |
| Francja Albums Chart       | SNEP/IFOP                          | 157               |            |
| Niemcy Albums Chart        | Media Control                      | 80                |            |
| Irlandia Albums Chart      | IRMA                               | 53                |            |
| Japonia Foreign Charts     | Oricon                             | 10                |            |
| Nowa Zelandia Albums Chart | RIANZ                              | 53                |            |
| Szwajcaria Albums Chart    | Media Control                      | 44                |            |
| UK Albums Chart            | BPI/The Official UK Charts Company | 37                | 2x Platyna |
| USA Billboard 200          | Billboard                          | 6                 | Złoto      |
| USA Top R&B/Hip-Hop Albums | Billboard                          | 2                 | Złoto      |
| United World Chart         | Media Traffic                      | 16                |            |